# Chalcophaps longirostris
La tortora smeraldina del Pacifico (Chalcophaps longirostris Gould, 1848) è un uccello della famiglia dei Columbidi.

## Descrizione
La tortora smeraldina del Pacifico è lunga 23–27 cm e pesa 110-170 g. È pressoché identica alla tortora smeraldina comune, ma si contraddistingue per l'assenza del sopracciglio chiaro. Ha una corporatura tozza con la coda corta. Collo, petto e parti inferiori del corpo sono marrone con sfumature marrone rossastro. Le scapolari sono grigio bianco mentre le ali e le copritrici sono verde smeraldo iridescente o verde bronzo. Le remiganti sono marrone scuro, il sopraccoda presenta due bande grigie molto ben delineate nei maschi. L'iride è marrone scuro, il becco rosso arancio e le zampe rosse o rosate. La femmina è più scura e tendente al castano mentre il maschio è più rossastro. La macchia bianca delle ali nella femmina è meno evidente e generalmente più grigia rispetto al maschio o è addirittura assente. Nei giovani il sesso viene determinato osservando il colore del dorso che è nero nel maschio e grigio marrone chiaro nella femmina.

## Biologia
Ricerca il cibo soprattutto sul terreno ed è costituito da semi di riso, grano, frutti caduti, termiti e altri insetti. Nella foresta si nutrono anche delle feci di altri uccelli contenenti semi non completamente digeriti. Il volo è veloce ed in genere a bassa quota, si posano alla base degli alberi o dei cespugli. Alcuni esemplari sono stati osservati anche sulle navi e sui fari. Il periodo riproduttivo è esteso a tutto l'anno in molte zone, in Australia nei mesi di gennaio-febbraio e da agosto a dicembre. Durante il corteggiamento il maschio si posa su un ramo a 2-3 metri da terra e muove ritmicamente la coda e l'addome senza gonfiare il petto o emettere suoni, se la femmina accetta il corteggiamento si avvicina mentre il maschio continua la sua parata dopodiché avviene l'accoppiamento. Nidifica sugli alberi, sui cespugli, sulle felci arboree e sulle palme a 1-11 metri di altezza. Il nido è grande ed è costituito da una piattaforma di ramoscelli, la femmina vi depone due uova color crema. Il periodo di incubazione è di 14-16 giorni, i piccoli del peso di 6,5 grammi sono svezzati a 12-16 giorni. Specie stazionaria compie spostamenti sporadici stagionali.

## Distribuzione e habitat
È distribuita in Australia, sud ovest della Nuova Guinea, Nuova Caledonia, Vanuatu e le Piccole Isole della Sonda. Introdotta nelle isole Lord Howe e Norfolk. Frequenta una grande varietà di habitat: foreste pluviali primarie, mangrovie, foreste a galleria, zone aperte, campagne coltivate. In Australia vive nelle zone alberate anche di ricrescita secondaria e nelle foreste umide di eucaliptus e acacia sia in pianura che in collina. In Nuova Guinea vive preferibilmente ai confini delle foreste.

## Tassonomia
Comprende le seguenti sottospecie:
- C. l. timorensis Bonaparte, 1856 - Piccole Isole della Sonda orientali;
- C. l. longirostris Gould, 1848 - Australia settentrionale;
- C. l. rogersi Mathews, 1912 - Australia orientale, isole di Lord Howe e Norfolk, Nuova Guinea;
- C. l. sandwichensis E. P. Ramsay, 1878 - isole Santa Cruz e Banks, Vanuatu, Nuova Caledonia.